# Sorpresa de Lácar
La batalla de Lácar o sorpresa de Lácar fue una batalla que tuvo lugar durante la tercera guerra carlista. Teniendo los liberales tomado el pueblo de Lácar y otras localidades vecinas en el valle de Yerri (Navarra) la tarde del 3 de febrero de 1875 los carlistas asaltaron el pueblo por sorpresa, capitaneados por el propio pretendiente Don Carlos.
Se generó un desastre total en el ejército liberal, en el que se contaron más de 1000 bajas. Alfonso XII, muy joven todavía, tuvo que abandonar rápidamente el lugar de la contienda, donde se hallaba en esas fechas, pues estuvo a punto de ser capturado por las tropas carlistas.
Lácar lleva celebrando desde hace unos años un encuentro cultural haciendo referencia a este y otros episodios ocurridos durante las Guerras Carlistas, en el siglo XIX; en concreto el 10 de junio se celebra en Lácar una representación teatralizada de la batalla de Lácar, ocurrida el 3 de febrero de 1875.

## Desarrollo de la batalla

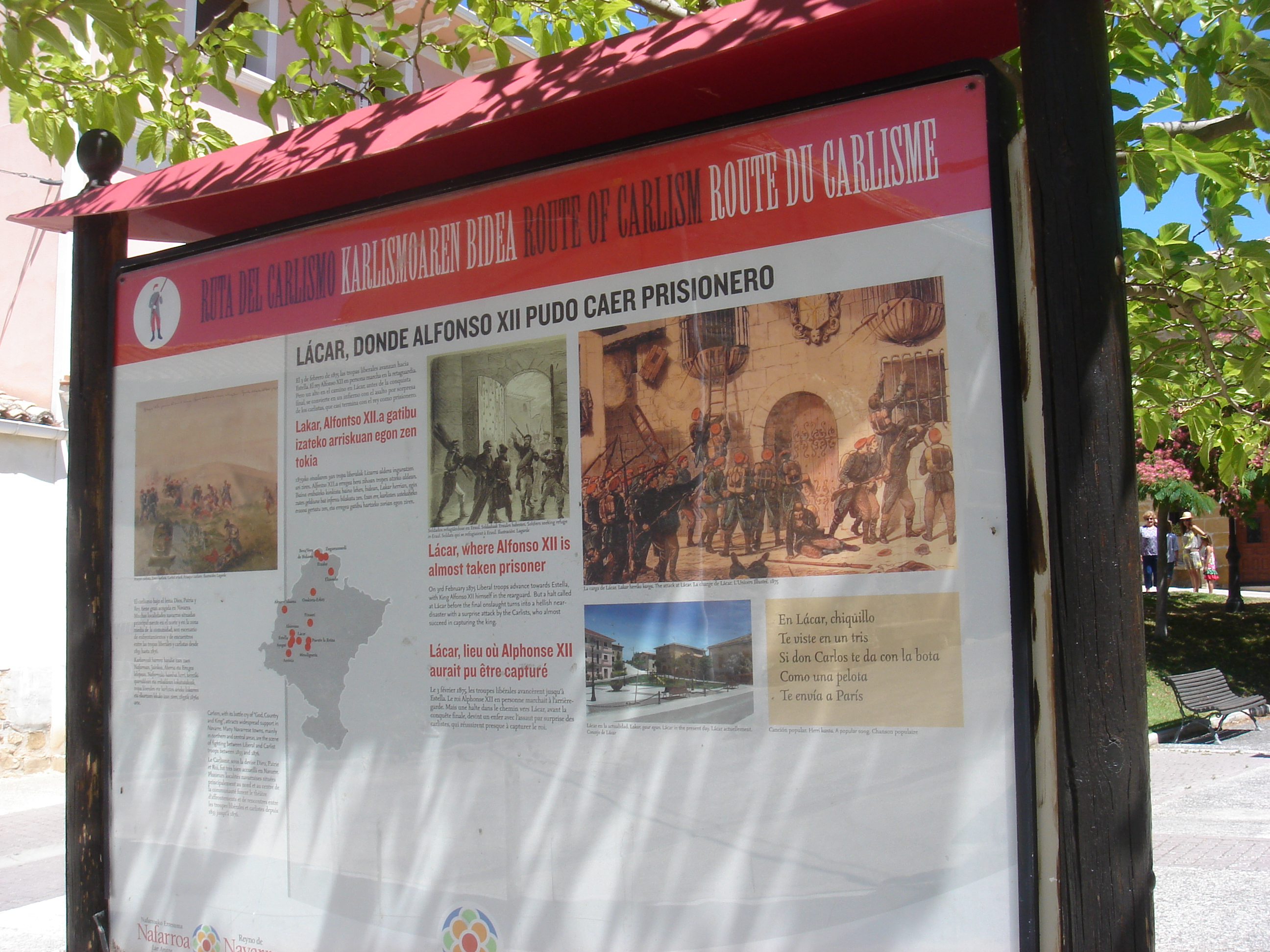
Panel de la Ruta del Carlismo en Lácar.

Don Carlos acudió personalmente para tomar el mando del ejército navarro, pasando revista el 29 de enero a todas las fortificaciones desde Obanos hasta Añorbe, tal como afirma el historiador liberal Antonio Pirala.

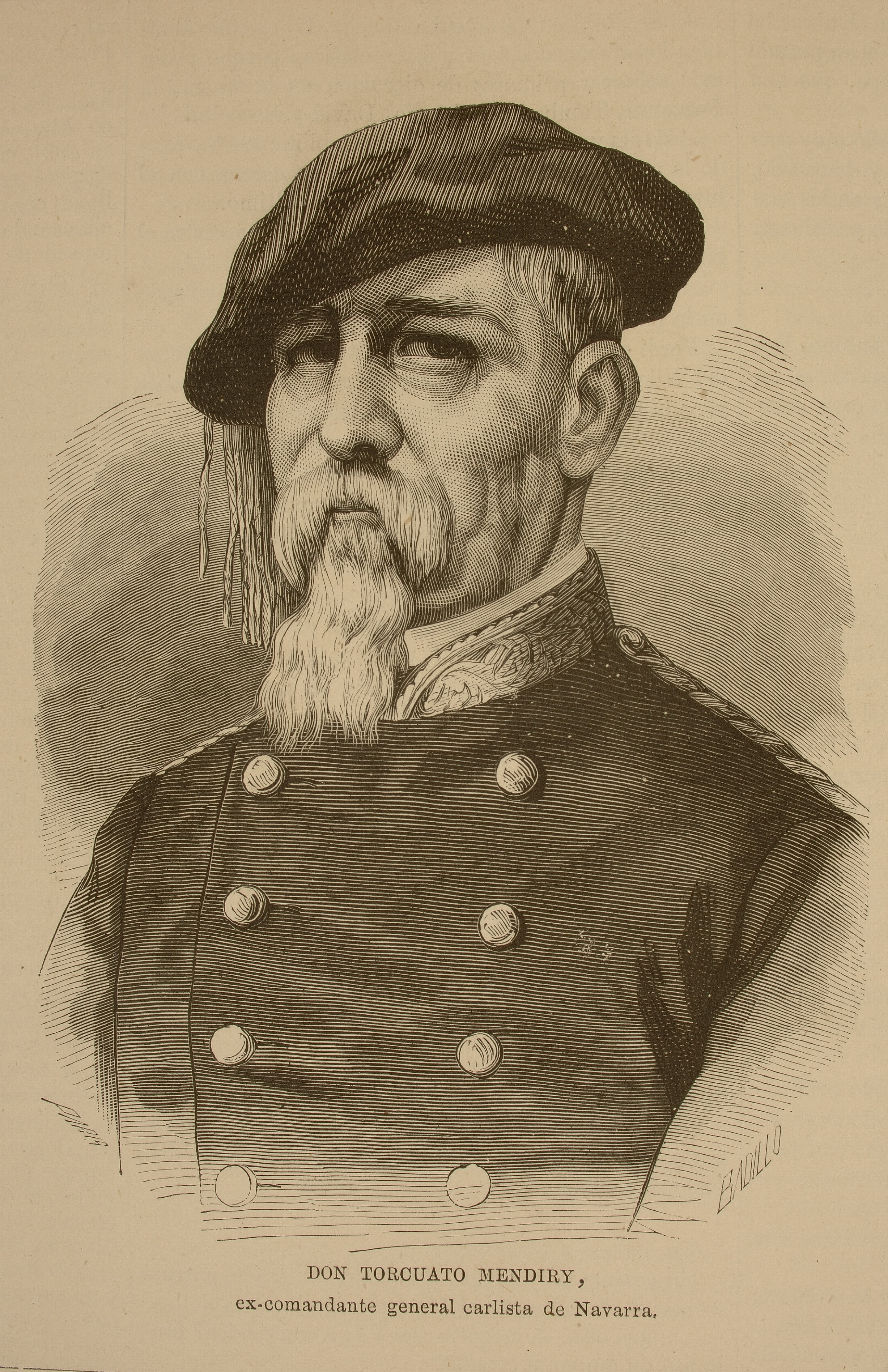
Torcuato Mendiry (1813-?)

Según el príncipe de Valori, el pretendiente fortificaba después de algún tiempo el Carrascal. Los soldados habían dejado sus fusiles. Abrían trincheras y elevaban parapetos. Las fortificaciones del Carrascal tenían por objeto bloquear Pamplona y obligar al enemigo a acudir en su ayuda. El cuartel general estaba en Puente la Reina, pero Don Carlos inspeccionaba continuamente las líneas. Iba escoltado por generales y por oficiales de su Estado Mayor y del Cuerpo de Ingenieros. Hacía tres años que sostenía la campaña, pero siempre discreto y modesto, no obraba sin previo consejo de los expertos capitanes de la guerra de los siete años. La operación parecía razonada en sí misma; pero hubieran sido precisas mayores fuerzas para cubrir una línea tan extensa. Así es que cuando dirigía una mirada sobre la línea fortificada, no se cansaba de repetir:

Dudo que el enemigo sea tan cándido que venga a atacarnos. Temo que envuelva nuestras posiciones.

Y decía a sus generales experimentados:

Soy el Jefe supremo, pero como no tengo más que veintiséis años, cedo ante vuestras canas.

La víspera de la batalla, envió a uno de sus ayudantes a la oficina telegráfica de Puente la Reina. Se trataba de ponerse en comunicación con el capitán general carlista de Vizcaya y de darle órdenes especiales. Poco antes de la llegada del oficial, habían sido rotos los hilos telegráficos. Don Carlos, acompañado de algunos voluntarios, creyó oportuno inspeccionar la línea telegráfica. Próximo ya a Cirauqui, se le dijo: «¡El enemigo está allá!» Tras subir a una altura, descubrió una fuerza enemiga, de cerca veinte mil hombres, que ocupaba Lorca, Lácar y las eminencias que dominan esas poblaciones. Don Carlos echó entonces mano de un lápiz y escribió al general Mendiri, que se hallaba en aquel momento en la extremidad opuesta de la línea.
Según el príncipe de Valori, el pretendiente temía que el movimiento del enemigo fuera combinado, y eso es lo que sucedió: dos divisiones más de veinte mil hombres cada una, llegaban por lado opuesto. Los liberales no había sido tan cándidos, y Don Carlos lo comprendió. Cuando Mendiri recibió el aviso de su rey, supo del movimiento de los liberales, que envolvían las posiciones del Carrascal. Rápidamente mandó concentrar todas las fuerzas carlistas en Puente-la-Reina. Los carlistas se vieron entonces obligados a abandonar esa línea estratégica en la que fundaban todas sus esperanzas sin haber visto al enemigo.
En la noche del 2 de febrero, Don Carlos conferenció largamente con Mendiri. La carretera real de Estella estaba ocupada —cosa que Don Carlos supo con posterioridad— por el mismo rey Alfonso XII y el general Fernando Primo de Rivera. Por el otro lado se hallaban Moriones y Despujols. La primera idea de los generales carlistas fue la de no exponer la artillería montada, que no podía prestar gran servicio en una región quebrada y llena de obstáculos. Se la despachó con la sola garantía de la marcha de sus mulas, pudiendo así salvarse. Luego todos los batallones pasaron el río. Don Carlos salió el último de Puente-la-Reina, y fue a descansar en Mañeru. Mendiri se trasladó a Cirauqui, siendo desplegadas las tropas en las cercanías, decidiendo Don Carlos que al día siguiente, al rayar el alba, comenzaría enérgicamente el ataque en toda la línea.
El 3 de febrero, el cañón del Monte Esquinza hizo algún disparo contra los carlistas. Hacía buen tiempo y Don Carlos vestía el uniforme de Coronel de Guardias. Escoltado por este escuadrón, salió de Mañeru. Según Valori, al salir de la población, se le acercó una mujer, y tomando las riendas de su caballo, en ademán de impedirle el paso, exclamó: «¡Mueran nuestros hijos y nuestros hermanos; pero no expongáis Vos vuestra vida!».

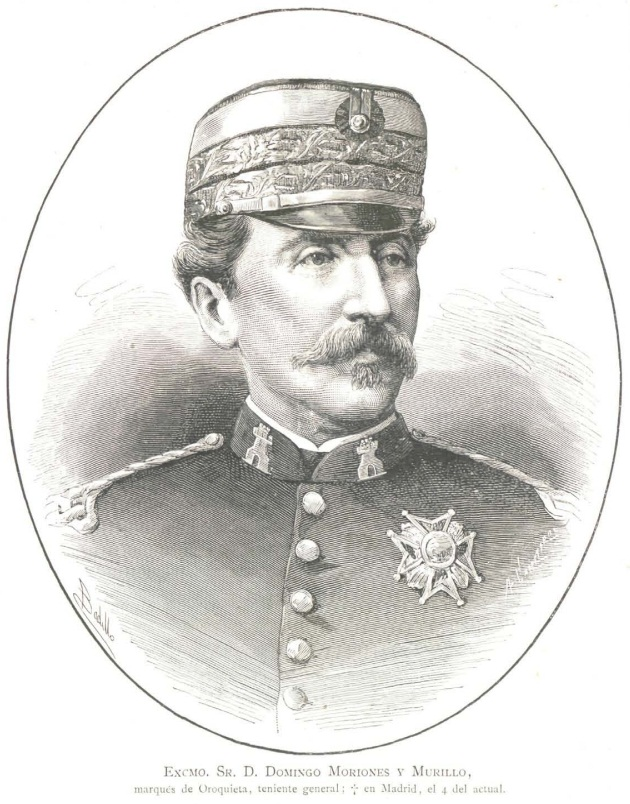
Domingo Moriones y Murillo (1823-1881)

Sobre el camino de Mañeru y de Cirauqui, se dispararon algunos obuses sobre el Estado Mayor carlista, sin obtener resultado alguno. Don Carlos no oía el fuego de fusilería que había ya comenzado. Se dirigió a toda prisa hacia el punto donde estaban Mendiri y las fuerzas escalonadas cerca de Cirauqui. Cerca de las nueve de la mañana Mendiri se dirigió al encuentro del pretendiente con su Estado Mayor. Don Carlos preguntó cómo no había comenzado aún el ataque, a lo que el general contestó que era imposible, conduciéndole a una pequeña altura. Allá le explicó las posiciones enemigas, indicándole que hubiera sido temeridad atacar; pero opinando lo contrario Don Carlos, creyó que era más oportuno no demorar la acción. Después de un maduro examen, se convino en consultar a un consejo de guerra compuesto de generales. Tan pronto los batallones vieron a su caudillo, todas las músicas entonaron la Marcha Real, rayando en frenesí el entusiasmo de los soldados, que gritaban «¡Viva nuestro Rey! ¡Viva nuestro General!». Según el príncipe de Valori, la presencia de Don Carlos les inspiraba confianza.
Se oyeron algunas voces de «¡mueran los traidores!» que no se supo de dónde salían. Los soldados ansiaban pelear a costa de cualquier sacrificio. Don Carlos dijo a Mendiri:

Mira estos soldados, con tales hombres podemos llegar hasta el fin del mundo. Deploro el tiempo que hemos perdido esperando la reunión del Consejo. Temo más una retirada sin lucha que una derrota combatiendo. Importa mucho que los soldados sepan que entre nosotros no hay traidores; que hemos hecho lo que hemos podido frente el número que nos ha abrumado.

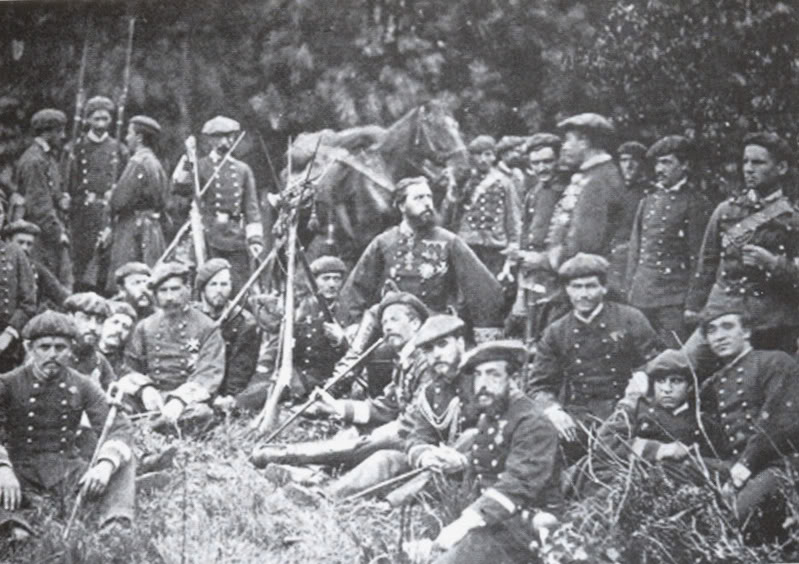
Fotografía de Don Carlos durante la guerra rodeado de voluntarios.

El consejo de guerra se reunió junto a un foso de la carretera real. Mendiri dio cuenta de la situación y la discutió. La mayoría de los jefes participaba del entusiasmo de los soldados y de su deseo de pelear. Ante lo dicho por Mendiri, se vieron obligados a opinar como él, en pro de la retirada. Cuando le tocó hablar al Jefe supremo, dijo que agradecía mucho sus consejos, que, militarmente hablando tenían razón, pero que se veía obligado a obrar contra toda consideración ordinaria. Según Valori, Don Carlos dijo entonces:

Atacaremos, debiendo ser Lácar nuestro objetivo. Emprenderemos el ataque a las cuatro y media, al objeto que tengáis el tiempo suficiente de regresar a vuestros puestos y de reuniros a vuestras tropas. Esta hora es propicia, porque el enemigo no sospechará verse molestado a una hora tan avanzada, y, como tenemos pocas municiones, no podríamos sostener el fuego más allá de dos horas. La bayoneta suplirá esta falta. A esa hora nada tenemos que temer de Moriones y de Despujols, que no se atreverán a socorrer a Primo de Rivera.

Señores, como Rey y como general, cargo sobre mí la responsabilidad de esta jornada, exigiendo de vosotros tan sólo la responsabilidad en la ejecución de las órdenes que os transmita.

El anciano general Elío, que estaba al lado de Don Carlos, hizo una sonrisa de asentimiento.
A las cuatro y media en punto, los pequeños cañones Vitwort dieron la señal, haciendo una sola descarga. Entonces los batallones carlistas cayeron como una avalancha sobre la población atrincherada. Diez minutos después cesó el fuego: carlistas y alfonsinos habían llegado a las manos. Se atacó a la bayoneta. El conde de Bardi y el marqués de Valde-Espina, que no tenían mando, fueron los primeros que entraron en Lácar. Bardi se cubrió de gloria; Don Carlos le dio la cruz de San Fernando, y el Conde de Chambord, separándose por una vez de la costumbre que se había impuesto, decoraría al joven príncipe con la cruz de San Luis. El conde de Bardi, que era hermano de la esposa de Don Carlos, salvó la vida a gran número de prisioneros, gritando: «¡En nombre de la Reina, respetadles sus vidas!».

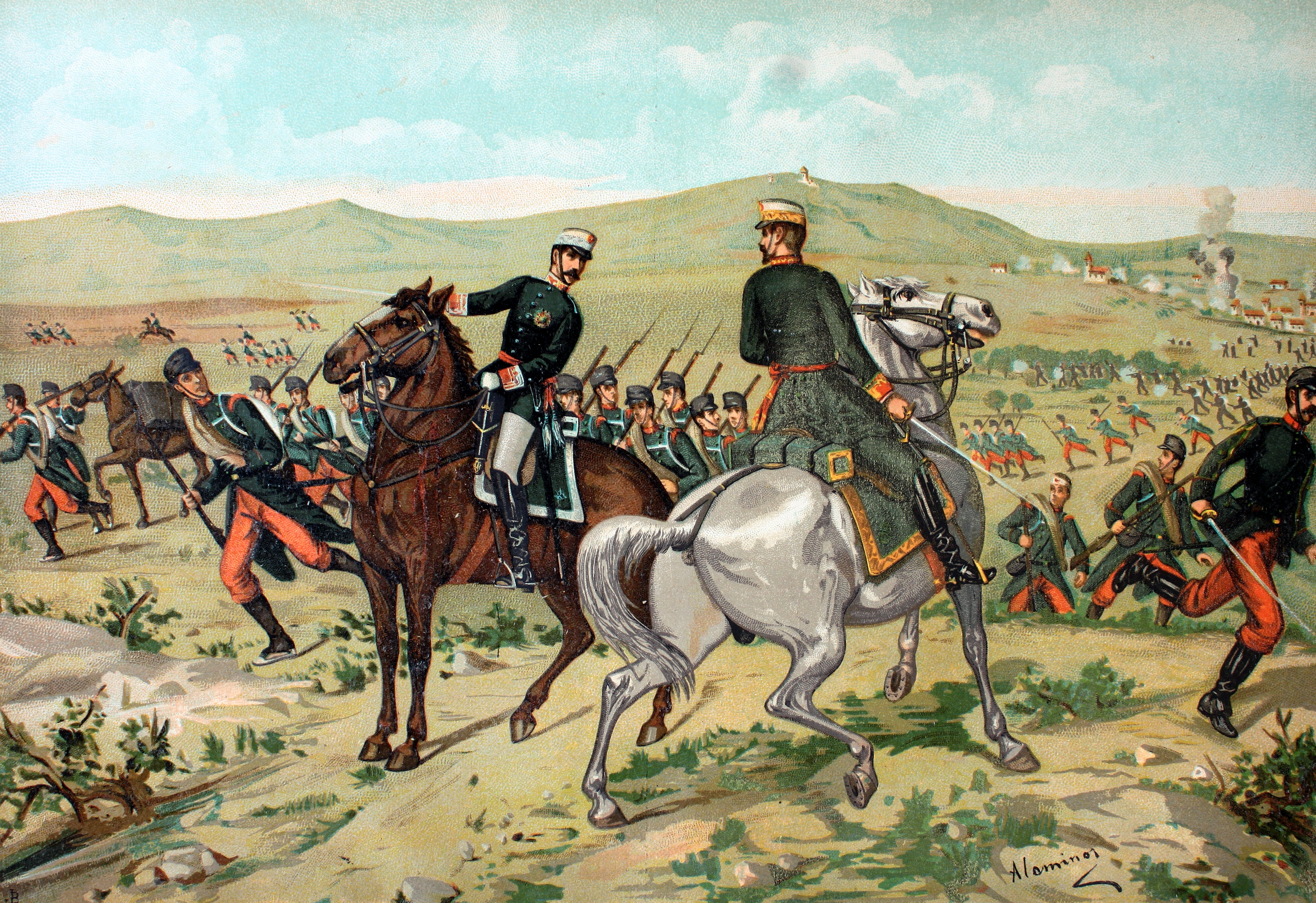
Desastre de Lácar: «Mi general, es inútil todo» (Segunda parte de la Guerra Civil. Anales desde 1843 hasta el fallecimiento de don Alfonso XII).

Al principio del combate, Don Carlos se hallaba en una altura. Apercibió en el camino de Esquinza un grupo de jinetes que se alejaban a toda prisa. Era Alfonso XII, que podría haber llegado a caer prisionero si hubieran pasado algunos minutos más. Según Valori, la madre de Alfonso, Isabel II, que se hallaba exiliada en Francia, se oponía a los liberales y tenía simpatías carlistas, llegando a decir al respecto: «¡Hubiera preferido ver a Alfonso prisionero de Carlos, que cautivo de la Revolución!».
Durante la batalla, llegó un oficial, anunciando que Moriones ejecutaba un movimiento envolvente. Don Carlos le detuvo, para no infundir el desaliento; por otro lado no creía en él, y tenía razón. Tras una lucha calificada como heroica por el príncipe de Valori, los liberales huían a la desbandada.
Después de la batalla, los generales insistieron en que Don Carlos ostentara en su pecho la Gran Cruz de San Fernando. Y el pretendiente la llevó todo el resto de la campaña.

## Parte detallado de la batalla por Torcuato Mendiry
Los carlistas aprovecharon esta victoria para encubrir los resultados que para ellos surgirían en las últimas operaciones de la guerra. El parte detallado de la acción de Lácar, publicado por El Cuartel Real, decía así:

Ejército Real del Norte.—Estado Mayor General

Excmo. Sr.:
Después de las gloriosas batallas de Biurrún y Berasoain, ocurridas en los días 21 y 23 de Septiembre último, fué de absoluta necesidad el establecimiento de una línea atrincherada que, partiendo de la villa de Puente la Reina, terminara en el Carrascal, ya para estrechar en cuanto fuera posible el bloqueo de la plaza de Pamplona, ya también para librar á este hermoso y heroico país de la rapacidad y devastación del ejército contrario. Bien sabía que con su instalación no evitaría el socorro de Pamplona; pero tenía la seguridad de que para conseguirlo necesitaría el enemigo reunir un ejército considerable, y mientras tanto podría tener en jaque á los dos cuerpos de ejército de Moriones y Pieltain, compuestos de veinticinco batallones cada uno, que operaban en este antiguo Reino. Así ha sucedido: el ejército, antes republicano furibundo, ayer de la dictadura de un gobierno despótico y hoy de don Alfonso, ha reunido próximamente 60 000 hombres, de los cuales treinta batallones, al mando de Moriones, rebasaron la línea por Cáseda y San Martín, treinta kilómetros más á la izquierda de su prolongación, sin que me fuese posible oponerle una seria resistencia.
Mi primer pensamiento fué abandonar la línea atrincherada y caer sobre esta columna; pero las malas condiciones en que tenía que dar la batalla, y la consideración de que dejaba casi abandonada y á gran distancia esta ciudad de Estella, en cuya conservación está interesado el honor de nuestras armas, me hizo desistir de esta idea. El enemigo penetró en Pamplona en la tarde del día 2, situándose Moriones, con la mayoría de sus tropas, en la posición estratégica de Tiebas.
Este caso, que empeoraba mi situación, pero que no la hacía desesperada, lo tenía previsto, y me obligó á operar un cambio de frente oblicuo, apoyado en la posición del pueblo de Añorbe, y de establecer una segunda línea en la sierra del Perdón, distante dos leguas de la primera, quedando las fuerzas enemigas en esta forma: el cuerpo de Moriones, donde dejó hecha mención; otro cuerpo, fuerte de 20 000 hombres, en Tafalla, con una brigada en la posición del Pueyo, y el tercero en Artajona, de quince batallones, formando los tres cuerpos un triángulo equilátero; pero el cuerpo situado en Tafalla vino á acampar, en la tarde del día 1.º, una legua al sur de Artajona, cuyo movimiento no me llamó la atención, suponiendo lo hacía con el objeto de apoyar el de dicha villa, pues que habiéndose adelantado á efectuar un reconocimiento sobre Añorbe, fué tan rudamente atacado por el Brigadier Pérula, que le obligó á retroceder al punto de partida en completo desorden y con pérdidas de alguna consideración.
Pero no era aquella la causa, pues por un movimiento rápido, ejecutado durante la noche, vino á situarse en los pueblos de Oteiza, Lorca y Lácar. Desde este momento la situación del ejército Real en Puente la Reina y valle de Ilzarbe se hizo insostenible, y determiné levantar la línea, enviando al comandante general de Navarra con diez batallones á ocupar las posiciones de Estella, para poner á cubierto esta plaza, y yo, con el resto del ejército, marché á situarme en Cirauqui y Mañeru. Nos hallábamos en esta situación en la mañana de ayer, cuando S. M. el Rey nuestro Señor (Q. D. G.) llegó al primero de dichos pueblos y me ordenó que diese un rudo ataque al pueblo de Lácar, ocupado por el regimiento de Asturias, fuerte de 1.600 hombres, y el de Valencia, con igual fuerza.
A las once de la mañana emprendí la marcha con doce batallones, por un camino poco menos que intransitable, dejando en Cirauqui, al frente del enemigo, situado en el monte de San Cristóbal, al Brigadier Zalduendo, con tres batallones, y al Coronel Echevarría, con el de su mando, en el fuerte de Santa Lucía, á fin de observar y hacer frente á la columna de Moriones.
A las tres y media de la tarde me hallaba oculto, á unos 1600 metros de Lácar, en donde, conforme iban llegando los batallones, organicé las cuatro columnas, de á tres cada una, mandadas por los Brigadieres Pérula, Valluerca, Cavero y Coronel D. Celedonio Iturralde, que debían verificar el ataque. Con la necesaria anticipación había dado orden al General Argonz para que reconcentrara los diez batallones puestos á sus órdenes en el pueblo de Murillo, á fin de secundar el ataque por la parte sur de la población, y á los Regimientos de Caballería del Rey, Cruzados de Castilla y Escuadrón de Guardias de S. M. que se situaran en la carretera de Alloz, también ocultos y lo más próximos al pueblo que se iba á atacar, cuya operación debía tener lugar á las cuatro de la tarde, señalando al Comandante de la primera batería de montaña el punto para el emplazamiento de las ocho piezas de que se compone. Como las operaciones del general Argonz fueron independientes, él dará cuenta de ellas.
A la hora señalada salieron las cuatro columnas paralelamente, y en marcha de hileras de á cuatro, por no permitir la salida de la garganta que ocupábamos otra formación, y conforme iban llegando y entrando en terreno más abierto, fueron organizándose en columna por compañías.
Apercibido el enemigo, se aprestó inmediatamente al combate, instalándose en las casas y en algunas obras de defensa que había construido en la entrada del pueblo; mas todo fué en vano, porque los batallones que formaban la cabeza de las columnas se precipitaron á la carrera sobre el pueblo, apoyados por los que ocupaban el segundo lugar en la marcha, y quedando los terceros de reserva, según lo había prevenido.
Una media hora duró el combate, quedando completamente arrollado el enemigo, que al apoyo de las fuerzas que salieron del pueblo de Lorca debió en parte su salvación; habiendo caído en nuestro poder tres piezas de artillería, sistema Plasencia, de á ocho centímetros, con el material completo perteneciente á cuatro; más de 2000 fusiles, las cajas de los regimientos, municiones, bagajes y víveres, y sobre 300 prisioneros, entre ellos 45 heridos, quedando en el campo de 800 á 900 cadáveres, y llevándose el enemigo un número considerable de heridos; consistiendo nuestras pérdidas en 30 muertos y 200 heridos.
Como el pueblo de Lorca dista de Lácar 1800 metros, y en él habla situados cuatro batallones enemigos, y en las alturas inmediatas, derivaciones del monte de San Cristóbal, hubiese también otra brigada, se generalizó la acción, á que concurrió también el resto del ejército que se encontraba en Oteiza, consiguiendo quitarles cuantas posiciones habían ocupado hasta muy entrada la noche, en que mandé retirar las tropas.
He concurrido á más de ciento veinte hechos de armas en mi larga carrera, y nunca he visto tanta heroicidad como en la batalla de ayer. Es imposible describir los hechos de bravura que tuvieron lugar; porque los Regimientos de Asturias y Valencia, que ocupaban el pueblo, eran de los distinguidos del ejército contrario, lleno de valor y abnegación.
¡Loor á los bravos que de uno y otro campo han sucumbido!
No es posible que los héroes de la antigüedad pudieran elevar á tan alto grado el mérito de sus acciones guerreras que nos dejaron consignadas en la Historia.
Imposible me serla citar á los que más se distinguieron, pues todos se excedieron en el cumplimiento de su deber, como de cércalo vió S. M.; solamente me permitiré indicar á S. A. R. el señor Conde de Bardi, que, á caballo, fué uno de los primeros que entraron en el pueblo de Lácar.
Nuestras pérdidas, ya fijadas anteriormente, son bien cortas, al pensar en el vivo ataque de nuestros adversarios y horroroso fuego de los enemigos.
Al dar cuenta á S. M. de tan glorioso hecho de armas, invito á V. E. incline su Real ánimo á recompensar, con su ordinaria generosidad, el comportamiento de este ejército.

Dios guarde á V. E. muchos años. Estella 4 de Febrero de 1875.—Excmo. Sr.—Torcuato Mendiry.—Excmo. Sr. Capitán general, Ministro de la Guerra.